# Bredstjärtad myrtörnskata
Bredstjärtad myrtörnskata (Mackenziaena leachii) är en fågel i familjen myrfåglar inom ordningen tättingar.

## Utbredning och systematik
Fågeln förekommer från sydöstra Brasilien (Minas Gerais) till östra Paraguay och nordostligaste Argentina. Den behandlas som monotypisk, det vill säga att den inte delas in i några underarter.

## Status
IUCN kategoriserar arten som livskraftig.